# Les histoires d'amour finissent mal... en général
Pour plus de détails, voir Fiche technique et Distribution.
Les Histoires d'amour finissent mal… en général est un film français réalisé par Anne Fontaine, sorti le 28 avril 1993.

## Synopsis
Le sujet est une jeune femme, Zina, ouvreuse de théâtre, qui hésite entre deux amours, Slim un chauffeur de taxi qui ambitionne de devenir avocat, et Frédéric, la tête d'affiche dans l'établissement théâtral.

## Fiche technique
- Titre : Les Histoires d'amour finissent mal… en général
- Réalisation : Anne Fontaine
- Scénario : Anne Andrei, Claude Arnaud et Anne Fontaine
- Production : Philippe Carcassonne et Hugues Desmichelle
- Musique : Jean-Pierre Castelain et Saïd Houmaoui
- Photographie : Christophe Pollock
- Montage : Sylvie Gadmer
- Décors : François-Renaud Labarthe
- Pays d'origine :  France
- Format : couleurs - 1,85:1 - Dolby Digital - 35 mm
- Genre : comédie
- Durée : 85 minutes
- Date de sortie : 28 avril 1993 (France)

## Distribution
- Nora : Zina
- Sami Bouajila : Slim Touati
- Alain Fromager : Frederic Lombard
- Jean-Claude Dreyfus : Dennard
- Éric Métayer : Philippe, un voisin
- Fatiha Cheriguene : La mère de Slim
- Marie-France Santon : La banquière
- Jean-Chrétien Sibertin-Blanc : Le musicien qui va à Marseille

## Autour du film
- Les producteurs Philippe Carcassonne et Hugues Desmichelle font tous deux une petite apparition. Le premier, en tant qu'acteur de roman-photo, et le second, en tant que préposé aux mariages.

## Distinctions
Ce premier long-métrage d'Anne Fontaine a été sélectionné à la Semaine de la critique du Festival de Cannes 1993, et a reçu le Prix Jean-Vigo 1993.